# Tò vò
Tò vò là nhóm côn trùng thuộc bộ Hymenoptera (Bộ Cánh màng) và phân bộ Apocrita là ong. Có thể nói mỗi loài côn trùng gây hại cho hoa màu đều có ít nhất một loài tò vò ăn chúng hoặc sống ký sinh vào loài đó. Ở chức năng săn giết các loài côn trùng khác, loài tò vò rất quan trọng trong việc kiểm soát tự nhiên trong môi sinh. Tò vò ký sinh được sử dụng ngày càng nhiều trong việc kiểm soát các loài sâu bọ gây thiệt hại cho nhà nông vì chúng săn giết các loài côn trùng có hại mà không ảnh hưởng đến hoa màu.
Đa số các loài tò vò (hơn 100.000 loài) thuộc loài "ký sinh" (thuật ngữ là parasitoid). Chúng dùng ovipositor (ống đẻ trứng) đặt trứng trực tiếp vào cơ thể của con mồi, khi trứng nở thì thế hệ con có sẵn thức ăn để sinh trưởng.
Tò vò được biết đến nhiều thuộc nhóm aculeata, tức là một phân ngành của Apocrita. Nhóm này có thể dùng ovipositor làm ngòi đốt chích nọc độc. Kiến và ong cũng có ngòi đốt.
Về hình dạng, tò vò thường bị lầm với ong.

## Trong văn hóa
Trong văn hóa, tò vò được nhắc đến trong câu ca dao Việt Nam với những câu thơ:
Tò vò mà nuôi con nhện
Đến khi nó lớn, nó quyện nhau đi
Tò vò ngồi khóc tỉ ti
Nhện ơi! Nhện hỡi! Mày đi đằng nào
Giáo sư Nguyễn Lân Dũng phân tích và cho rằng: Khi tò vò xây tổ xong, nó sẽ đi kiếm nhện và đốt cho chúng sống dở chết dở. Sau đó, tò vò mang nhện về tổ rồi lấp đất lại. Không phải tò vò nuôi nhện mà nó bắt, nhốt nhện vào tổ, đẻ trứng trong đó chờ khi ấu trùng tò vò ra đời thì có sẵn nguồn thức ăn dự trữ. Ấu trùng tò vò lớn lên thì nhện cũng bị ăn thịt, đây là tập tính của loài tò vò.
Do đó, bề ngoài câu ca dao này như muốn chê trách con nhện bội bạc nhưng mà thực sự thì nó mới chính là nạn nhân của tò vò và câu thành ngữ Tò vò mà nuôi con nhện ám chỉ việc làm có mục đích lợi dụng mà điển hình là những hình thức con nuôi, con đòi trong xã hội Việt Nam xưa, núp dưới danh nghĩa con nuôi nhưng thực chất là lợi dụng sức lao động của nạn nhân.